# 비보시티
비보시티(영어: VivoCity)는 싱가포르에 있는 쇼핑 센터이다. 하버프론트 역 옆에 있는 부킷메라의 하버프런트 지역에 위치하고 있으며, 일본의 건축가 이토 도요오가 설계했다. 쇼핑 센터 이름은 vivacity라는 단어에서 유래했다. 2016년 12월, 비보시티는 포브스가 평가한 싱가포르 최고의 쇼핑 센터 중 하나로 인정 받았다.